# Marcella Jeandeau
Marcella Jeandeau (Napoli, 26 giugno 1928 – 12 novembre 2018) è stata una velocista italiana.

## Biografia
Di origine francese e figlia del pioniere dell'atletica leggera partenopea Manlio Jeandeau, ha avuto due sorelle, Renata (il cui marito fu Emilio Bulgarelli, medaglia d'oro alle Olimpiadi di Londra 1948 nella pallanuoto) e Claudia, che ha sposato l'imprenditore navale Enrico Pucci.
Ha avuto tre figli dal marito Ruggero Pane: Paolo, Antonella e Alessandra.

## Carriera
Prima napoletana a partecipare alle Olimpiadi, ha partecipato ai Giochi olimpici del 1948 a Londra con la staffetta 4×100 metri (Mirella Avalle, Marcella Jeandeau, Anna Maria Cantù, Liliana Tagliaferri). Dopo aver debuttato nell'atletica nella distanza degli ottanta metri, è passata al Cus Roma e in carriera, secondo il giornalista Gianni Infusino ha detenuto «lo strapotere nei metri 100 e nei metri 200 negli anni che vanno dal 1947 al 1949».